# President Elect
Pour le statut de futur président, voir président élu.
President Elect est un jeu vidéo de simulation d’élection créé par Nelson Hernandez et publié par Strategic Simulations en 1981 sur Apple II et  en 1984 sur Commodore 64.  Le jeu permet de simuler les élections présidentielles américaines de 1960 à 1980 avec leurs véritables candidats. Il permet également de simuler des élections fictives se déroulant entre 1960 et 1984 avec différents candidats qui peuvent être sélectionné parmi ceux disponible dans le jeu, ou créer de toutes pièces par le joueur. Le jeu se déroule en neuf tours, chacun représentant une semaine, entre le Labor Day et le jour de l’élection. Les candidats débutent la partie avec une certaine somme d’argent qu’il dépense dans différents domaines, comme la publicité, les déplacements ou les frais généraux, afin d’influencer les électeurs. Ils peuvent également être amenés à participer à un débat télévisé lors duquel le joueur doit notamment définir le temps que doit passer son candidat à parler des différents sujets abordés. Nelson Hernandez imagine le jeu en 1980 en s’inspirant de la carte des États-Unis qui apparait à la télévision lors de la soirée électorale et qui change de couleur au fur et à mesure que sont annoncés les résultats. Il le programme en quelques mois sur un Apple II avant de le proposer à Strategic Simulations qui accepte de le publier. À sa sortie, il est notamment salué par le magazine Computer Gaming World qui estime qu’avec cette simulation excitante des élections, Strategic Simulations tient un « nouveau  champion », et il connait un certain succès commercial avec plus de 45 000 exemplaires vendus. Rétrospectivement, il est généralement désigné comme le premier jeu d’élection présidentielle sur ordinateur. Le jeu est réédité sous le titre President Elect: 1988 en 1987 sur Apple II, Atari ST, Commodore 64 et IBM PC. Cette réédition inclut notamment plus de candidats ainsi que quelques améliorations.

## Système de jeu
President Elect est une simulation des campagnes électorales  pour la présidence des États-Unis. Le jeu permet de simuler les élections présidentielles américaines, avec leurs véritables candidats, de 1960 à 1980. Il permet également de simuler des élections fictives, incluant celle de 1984, dans lesquels s’affrontent des candidats choisis parmi 21 démocrates, 22 républicains et deux personnalités du troisième parti. Le joueur peut ainsi choisir de simuler n’importe quelle élection entre 1960 et 1984 avec n’importe quels candidats, ou simuler une élection entre des candidats historiques mais en modifiant son contexte historique. Il peut également simuler des campagnes opposant des candidats du même parti. Chaque candidat est évalué dans trois domaines : le social, l’économie et la politique étrangère. À partir de ces évaluations, un score global entre 0 et 100 lui est attribué. Chaque candidat est également caractérisé par son éloquence, son magnétisme et sa prestance, les candidats doués dans ces domaines ayant tendance à avoir de meilleures performances lors des débats et lors de leur campagne. Outre les candidats présents dans le jeu, le joueur peut également faire concourir son propre candidat. Pour cela, il doit d’abord lui assigner un nom puis répondre à une série de 20 questions destinées à évaluer son orientation politique.
Le jeu en lui-même se déroule en neuf tours, chacun représentant une semaine, entre le Labor Day et le jour de l’élection. Les joueurs des deux principaux partis commencent avec la même somme d’argent, 29,5 millions de dollars qu’ils peuvent ensuite utiliser pour diverses activités liées à la campagne électorale, comme la publicité, les déplacements ou les frais généraux. L’éventuel joueur du troisième parti débute avec beaucoup moins d’argent. Au besoin, un ou deux candidats peuvent être joués par l'ordinateur. En plus du budget, les joueurs doivent composer avec la fatigue croissante, qui réduit l'attention du candidat lorsqu'il répond aux journalistes, pouvant lui faire perdre en crédibilité. Au cours des visites d'États, les orientations politiques de ceux-ci, ainsi que celles de leurs voisins, changent en fonction des prestations des candidats.
Les joueurs peuvent également se mettre d’accord pour faire débattre leurs candidats. Ils doivent alors décider du nombre de questions à poser, entre 2 et 6, puis l’ordinateur décide quel candidat répond en premier avant de poser une question. Plutôt que de répondre directement à celle-ci, le joueur définit le pourcentage de temps que son candidat doit utiliser pour parler du sujet en question, pour préciser sa position, pour mettre en perspective ou attaquer la position de son adversaire ou pour gagner du temps,.

## Développement et publications
En 1978, après avoir servi dans l’armée, Nelson Hernandez commence à étudier l’informatique à l’université Marshall en Virginie-Occidentale, où il apprend à programmer en Basic. En août 1980, il s’achète un ordinateur Apple II. Quelques mois plus tard, alors qu’il regarde la soirée électorale, il est « fasciné » par la carte des États-Unis qui change de couleur au fur et à mesure que sont annoncés les résultats. Il décide alors d’essayer de créer une carte des États-Unis sur son ordinateur. Il améliore ensuite celle-ci afin de permettre à chaque État d’être affiché en bleu ou en rouge, puis commence à programmer un jeu à partir de cette carte. Après trois mois d’ajustement et de recherche, il termine celui-ci et décide de le proposer à Joel Billings afin de le faire publier. Seulement trois mois plus tard, en juillet 1981, le jeu est publié par Strategic Simulations sur Apple II,. Il est ensuite porté sur Commodore 64 en octobre 1984. Il est réédité en 1987 sur Apple II, Atari ST, Commodore 64 et IBM PC sous le titre President Elect: 1988. Cette réédition inclut notamment plus de candidats ainsi que quelques améliorations,.

## Accueil
À sa sortie en 1981, la version originale du jeu est bien reçue par le journaliste Russell Sipe du magazine Computer Gaming World qui estime qu’avec cette simulation d’élection, qu’il juge « excitante », Strategic Simulations tient un « nouveau  champion ». Il salue notamment l’option offerte par le jeu de faire débattre les candidats, qu’il juge « très intéressante », et son seul regret concerne la protection du programme qui empêche les joueurs d’accéder à son code source et donc de pouvoir analyser son game design et de voir ce qui pourrait être amélioré. Toujours concernant cette première version, le magazine Jeux et Stratégie met en avant les possibilités « presque infinies » offertes par le jeu en expliquant que tous ses paramètres peuvent être modifiés par le joueur.
La réédition du jeu, publié en 1987, est également bien reçue par le magazine Computer Gaming World. Dans un dossier consacré aux simulations d’élection publié dans celui-ci, le journaliste  Wyatt Lee estime en effet que President Elect 1988 procure une expérience  « stimulante, éducative et difficile » des élections présidentielles américaines et conclut que les joueurs qui s’intéressent à la politique se doivent d’essayer le jeu au moins une fois. En France, le jeu reçoit en revanche un accueil plus mitigé. Pour le journaliste de Gen4, les quelques bonnes idées du jeu sont en effet gâchées par une réalisation sommaire, que ce soit au niveau de ses graphismes « pauvres » ou de son interface qui n’est « pas conviviale ». Le journaliste de Tilt met également en avant ses graphismes minimalistes, en expliquant que le jeu est presque uniquement en mode texte, mais juge que ce n’est pas gênant pour ce type de jeu. Il ajoute que le jeu réclame une stratégie très fine et une bonne connaissance historique et politique des États-Unis et conclut qu’il devrait séduire les fans de jeu de stratégie malgré des temps d’attente un peu longs entre chaque tour.

## Postérité
President Elect est généralement désigné comme le premier jeu d’élection présidentielle sur ordinateur. Après sa sortie, il devient un jeu culte et se vend à plus de 45 000 exemplaires avant que Strategic Simulations n’en arrête la production en 1987. Le jeu a également valu à Nelson Hernandez d’être contacté par Trip Hawkins, le fondateur d’Electronic Arts, qui lui propose en 1982 de rejoindre sa société.